# ラインツ病院患者連続殺人事件
ラインツ病院患者連続殺人事件（ラインツびょういんかんじゃれんぞくさつじんじけん）は、1983年から1989年にかけて、ウィーンのラインツにある国立病院で4人の看護助手が長年にわたり患者を殺害してきたヘルスケア・シリアルキラーの事件であり、「ラインツ病院・死の天使事件（Lainz Angels of Death）」としても知られている。 
ワルトラウド・ワグナー、イレーネ・ライドルフ、マリア・グルーベル、ステファニヤ・マイエルからなる4人のオーストリア人看護助手グループは、モルヒネを大量に投与したり、肺に無理やり水を入れるなどして患者を殺害していた。 2008年までに4人全員が刑期を終えて釈放されている。

## 概要
1983年、最初にモルヒネを大量投与して患者を殺害したのは当時23歳のワーグナーだった。その際、ワーグナーは生と死をコントロールする神のような力を感じ、楽しさを味わった。そこで、 彼女は19歳のグルーベルと21歳のライドルフ、そして43歳のステファニヤ・マイエルを勧誘した。 彼女たちは「1人が被害者の頭を抱えて鼻をつまんでいる間、もう一人が犠牲者の口に水を注ぎ込む」という独自の殺人方法を考案した。年配の患者はもともと肺に水をためやすいので、その犯行を立証することは難しかった。グループが狙った患者達は弱っていたとはいえ、末期の患者などでは無かった。
捜査官らは、1988年の不審死を調査していた時に、病院関係者による「沈黙の壁」にぶつかった事について病院を批判した。事件の発覚は、たまたま医者が地元の居酒屋でグループのメンバー同士で彼らの最新の殺人について自慢しているのを耳にしたことによる。 合計で、彼らは6年間で49人の殺人事件を告白したが、実際には200人以上の殺害にかかわった可能性がある。 1991年に、ワーグナーは15人の殺人、17回の未遂、2回の暴力で有罪となった。 彼女は終身刑を宣告された。 5人の殺人罪で有罪判決を受けたライドルフも終身刑を宣告されたが、マイエルとグルーベルは殺人と殺人未遂の罪でそれぞれ20年と15年の刑を宣告された。
2008年、オーストリアの法務省は、ワーグナーとライドルフを刑務所での更生を理由に釈放すると発表した。 マイエルとグルーベルは既にその数年前に釈放されており、名前を変えて生活している。